# República Popular de Járkov
La República Popular de Járkov (RPJ) (en ruso: Харьковская Народная Республика) o simplemente R.P. de Járkov, fue un proyecto de Estado autoproclamado en Europa Oriental, junto a la República Popular de Donetsk y la República Popular de Lugansk, creado en abril de 2014 en el óblast de Járkov de Ucrania, durante las protestas prorrusas. De acuerdo con la constitución de Ucrania, el territorio reclamado por la RPJ es una parte integral de Ucrania pero que nunca llegó a concretarse porque la mayor parte del territorio declarado por la RPJ fue recuperado por las Fuerzas Armadas de Ucrania.
Es la única de las tres autoproclamadas repúblicas prorrusas en Ucrania, la RP de Donetsk y RP de Lugansk, que no alcanzó a materializarse y por tal la Federación de Rusia no pudo utilizarla como otro punto de influencia en Ucrania. También existe la República Popular de Odesa quienes querían ser una región autónoma en Ucrania que representarán a los rusos que vivían en ese óblast, ésta fue desarticulada definitivamente en septiembre de 2014.

## Incidentes de 2014
El 7 de abril de 2014, los rebeldes prorrusos tomaron el edificio del gobierno provincial de Járkov y declararon la independencia de la república popular.
El 8 de abril, los manifestantes fueron arrestados y las fuerzas ucranianas tomaron el edificio del gobierno local después de derrotar a los separatistas prorrusos. Desde el 13 de abril, no se ha registrado manifestaciones violentas frente a la capital del óblast.
La república pretendía ser un Estado soberano que, según su fundador arrestado, había establecido relaciones con otros Estados de conformidad con el derecho internacional. Planeaban reconocer su soberanía en un referéndum estatal. Las milicias de la RPJ ante la imposibilidad de seguir existiendo intentaron restablecer al expresidente ucraniano prorruso Víktor Yanukóvich en el poco territorio bajo control efectivo que tenía.
El 22 de noviembre de 2014, fue bombardeada una estación de tren cerca de Bezlyudovka. Fue la tercera explosión en Járkov en dos semanas luego de ser reconquistadas por Ucrania. Una explosión en el centro de Járkov el 9 de noviembre de 2014 hirió a 13 personas. También se informó que se encontraron varios paquetes de explosivos y municiones en la Estación de Járkov. Según los fiscales de la ciudad, nueve miembros del grupo prorruso Partisanos de Járkov que buscaban restablecer la RPJ fueron acusados de 12 atentados con bombas y posteriormente detenidos.

## Símbolos

Bandera de la República Popular de Járkov.
Variante de la bandera de la República Popular de Járkov.